# Stoke on Tern
Pour les articles homonymes, voir Stoke.
Stoke on Tern est un village du Shropshire, en Angleterre. La paroisse civile correspondante porte de nom de Stoke upon Tern qui, outre Stoke on Tern, inclut les plus petits villages de Eaton upon Tern, Ollerton, Stoke Heath et Wistanswick.